# Ferdinand Berthoud

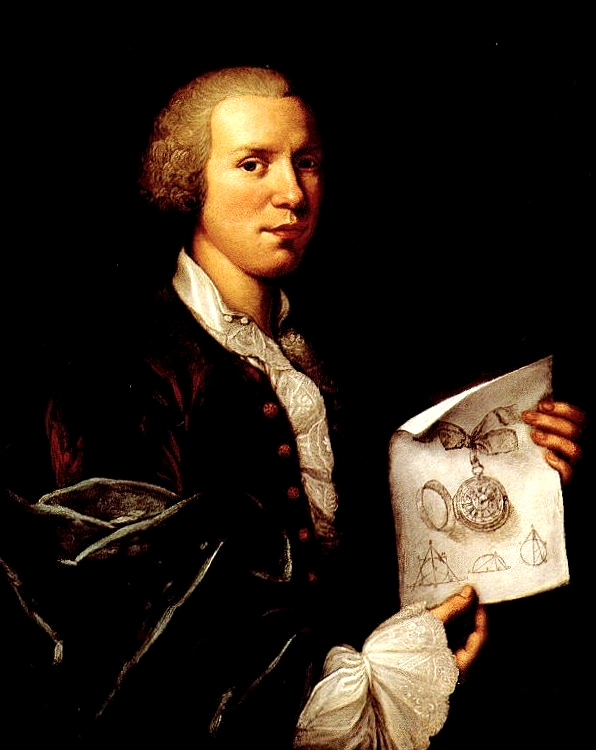
Ferdinand Berthoud.

Ferdinand Berthoud fue un relojero e investigador francés nacido el 18 de marzo de 1727 en Plancemont-sur-Couvet (cantón de Neuchâtel) y fallecido en Groslay (Val d'Oise), el 20 de junio de 1807. Obtuvo el título de maestro relojero en París en 1753. El que ocupara la función de Relojero mecánico del Rey y de la Marina, dejó tras de sí una obra de un alcance excepcional, sobre todo en lo que se refiere a los cronómetros de marina.

## Biografía

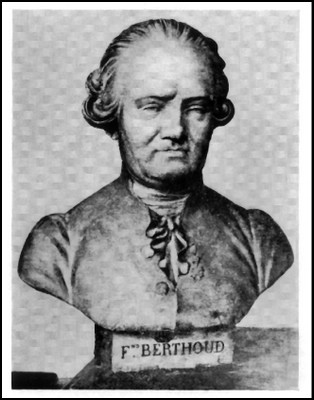
Ferdinand Berthoud

Ferdinand Berthoud nació el 18 de marzo de 1727 en Plancemont, una localidad situada en el distrito de Val-de-Travers, en el cantón suizo de Neuchâtel, en una familia de notables y relojeros (penduleros).
Su padre, Jean-Berthoud, era maestro carpintero y arquitecto. Fue burgués de la comuna de Couvet y de Neuchâtel, y oficial de justicia de Val-de-Travers de 1717 a 1732. Su madre, Judith Berthoud (1682-1765) había nacido en Couvet. 
Ferdinand tenía cuatro hermanos: Abraham (1708- ?), Jean-Henry (1710-1790), que fue oficial de justicia de Val-de-Travers, secretario de justicia de Les Verrières, abogado en Cressier y experto relojero-pendulero; Jean-Jacques (1711-1784), dibujante, y Pierre (1717-?), agricultor, relojero-pendulero. En 1741, cuando era consejero de la localidad de Couvet, Pierre se casó con Marguerite Borel-Jaquet con la que tuvo dos hijos: Pierre Louis (1754-París, 1813) y Henri (? -París, 1783). La carrera profesional de ambos estaría íntimamente ligada a la de su tío Ferdinand Berthoud.
También tuvo dos hermanas: Jeanne-Marie (1711-1804) y Suzanne-Marie (1729- ?).
En 1941, a los catorce años, Ferdinand Berthoud comenzó a aprender el oficio de relojero-pendulero con su hermano Jean-Henry, en Couvet, mientras recibía asimismo una sólida instrucción científica. El 13 de abril de 1745, Ferdinand Berthoud terminó su aprendizaje y recibió un certificado de relojero-pendulero.
En 1745, con 18 años, Ferdinand Berthoud se instaló en París para seguir perfeccionando su oficio. Ejerció sus talentos como oficial con los maestros relojeros de la comunidad parisina. Algunas fuentes señalan que Ferdinand Berthoud trabajó durante un tiempo con Julien Le Roy, progresando con mucha rapidez. Tuvo como compañero de trabajo a Pierre Le Roy (1717-1785), el hijo de su maestro, que más tarde se convertiría en su rival.
El 4 de diciembre de 1753, por decisión del Consejo de Estado del Rey y como un favor especial del soberano, en oposición a los reglamentos de la corporación, Ferdinand Berthoud accedió al grado superior y recibió oficialmente, con tan solo 26 años, el título de Maestro Relojero.
A partir de 1755, el escritor y filósofo Diderot (1713-1784) y el filósofo y matemático D’Alembert (1717-1783) encomendaron a Ferdinand Berthoud la tarea de redactar varios artículos de referencia sobre relojería para L’Encyclopédie ou Dictionnaire raisonné des sciences, des arts et des métiers, editada entre 1751 y 1772.
Ferdinand Berthoud publicó su primera obra especializada en 1759: L’Art de conduire et de régler les pendules et les montres, à l’usage de ceux qui n’ont aucune connaissance d’horlogerie. Le seguirán otros varios escritos, que se citan en la sección «Publicaciones».
En 1763, Ferdinand Berthoud fue enviado a Londres por el Rey, junto con Charles-Etienne Camus (1699-1768), matemático y diputado miembro de la Academia Real de las Ciencias de Francia, y con el astrónomo Joseph-Jérôme Lefrançois de La Lande (1732-1807), para examinar el reloj de marina H4 de sir John Harrison (1693-1776). Para Ferdinand Berthoud, el viaje fue una decepción, ya que Harrison solo le mostró sus relojes H1, H2 y H3 (y ello a cambio de una recompensa de £ 500), pero se negó categóricamente a enseñarle el más perfeccionado de todos: el famoso H4.
Aunque el viaje a Londres no le permitiera a Ferdinand Berthoud descubrir el famoso reloj H4 de Harrison, le abrió las puertas de los medios científicos ingleses que, el 16 de febrero de 1764, lo eligieron «miembro asociado extranjero» de la Royal Society de Londres, por la importancia de sus libros y demás publicaciones sobre relojería.
En 1764, por orden del Rey, la Academia encargó a dos de sus miembros, Duhamel du Monceau y el abad Chappe d'Auteroche, que probasen en el mar el reloj de marina n.º 3 de Ferdinand Berthoud. Este les informó que llevaría personalmente el reloj a la ciudad de Brest y que asistiría a las pruebas. Estas tuvieron lugar a bordo de la fragata L’Hirondelle.
En 1765, Ferdinand Berthoud emprendió un segundo viaje a Londres para reunirse con Harrison gracias a la complicidad del conde de Brühl (1700-1763), Ministro de Sajonia. Por segunda vez, Harrison no accedió a mostrarle sus trabajos a Berthoud, sabiendo que este era perfectamente capaz de aprovecharlos para beneficio de la Marina francesa. Fue el relojero inglés Thomas Mudge (1715-1795), miembro del Board of Longitude, conocido por haber fabricado el primer escape libre de áncora, quien le explicase el principio de funcionamiento del reloj H4, aunque no pudiese verlo materialmente (Harrison exigía £ 4000 como recompensa por describirle el reloj, una suma exorbitante y por demás disuasiva).
El 7 de mayo de 1766, Ferdinand Berthoud remitió una memoria al duque de Praslin (1712-1785), conde de Choiseul, Ministro de Marina de Francia, en la que le exponía su intención de fabricar los relojes de marina n.º 6 y 8. Para ello, solicitaba una pensión de 3000 libras como compensación por la labor realizada para los anteriores relojes de marina y en previsión de los gastos que consideraba necesarios para fabricar dos nuevos relojes de marina según la técnica inglesa. La memoria explicaba claramente el deseo de Ferdinand Berthoud de obtener dicha pensión, así como el título de Relojero mecánico del Rey y de la Marina, y su voluntad de dedicarse al perfeccionamiento de los relojes de marina y a la determinación de la longitud en alta mar. El 24 de julio de 1766, el Rey aprobó y aceptó financiar el proyecto de fabricación de los dos relojes.
El 3 de noviembre de 1768, para comprobar la perfección de los nuevos relojes de marina, el duque de Praslin encomendó los relojes n.º 6 y 8 al caballero de Fleurieu (1738-1810), explorador, hidrógrafo y capitán de la Marina real, y al canónigo Pingré (1711-1796), astrónomo, geógrafo naval y miembro de la Academia de Ciencias. Su misión consistía en poner a prueba los relojes a bordo de la corveta L’Isis durante un viaje de ida y vuelta entre Rochefort (Francia) y Santo Domingo. El viaje duraría diez meses y todas las pruebas a las que se sometieron los relojes resultarían un éxito. El resultado de las observaciones del caballero de Fleurieu se publicó en 1773 bajo el título «Voyage fait par ordre du roi, pour éprouver les horloges marines».
En 1769, Ferdinand Berthoud mandó llamar a su sobrino Pierre-Louis Berthoud (1754-1813), que vivía en Couvet (Suiza), para que viniese a París. Conocido comúnmente como Louis Berthoud, era un joven y talentoso relojero que aún debía finalizar su periodo de aprendizaje. Louis ayudó a Ferdinand en la fabricación y el mantenimiento de los relojes de marina que suministraba tanto a la Marina francesa como a la española.
El 1 de abril de 1770, gracias al excelente desempeño de los relojes de marina n.º 6 y 8, Ferdinand Berthoud obtuvo el título de Relojero mecánico del Rey y de la Marina, y se le otorgó una pensión anual de 3000 libras, además de la responsabilidad de la inspección de la fabricación de los relojes de marina. Además, recibió el encargo real de 20 relojes de marina.
Su éxito fue inmediato, de manera que los relojes de Ferdinand Berthoud se emplearon en distintas campañas de pruebas y en viajes cartográficos. 
En 1771, el caballero de Borda (1733-1799) se embarcó bajo las órdenes del marqués Verdun de la Crenne (1741-1805) en la fragata La Flore para una campaña de pruebas de los cronómetros de marina en las islas Canarias y las Antillas. Entre 1774 y 1775, el conde de Chastenet de Puységur (1752-1809), comandante de la corveta L’Espiègle, acompañó al caballero de Borda, que comandaba La Boussole, en una expedición a las islas Canarias y a las costas de África.
El 1 de agosto de 1785, Ferdinand Berthoud hizo entrega de cinco relojes al conde de La Pérouse (1748-1788), capitán de L'Astrolabe, que se preparaba para zarpar en una expedición alrededor del mundo a fin de completar los descubrimientos de James Cook (1728-1779) en el océano Pacífico. Dichos relojes desaparecieron en el mar durante el trágico naufragio de L’Astrolabe, que se produjo en 1788 frente a las islas de Santa Cruz (pertenecientes a las Islas Salomón). 
En 1791, Ferdinand Berthoud proporcionó cuatro relojes de marina para la campaña del caballero Joseph de Bruny d’Entrecasteaux (1737-1793) que, por orden del Rey Luis XVI, salió en búsqueda de la expedición de La Pérouse, dirigiendo dos fragatas (La Recherche y L'Espérance).
En 1795, Ferdinand Berthoud fue elegido Miembro residente de primera clase en la Sección de Artes Mecánicas del Instituto Nacional de Francia (Instituto de Francia). A partir de la Revolución de 1789, Berthoud, instalado en el Palacio del Louvre como pensionista del Estado francés, siguió trabajando con sus relojes y supervisando el mantenimiento de los relojes de marina. Sin embargo y antes que nada, dedicaba sus horas a la publicación de su obra más importante: Histoire de la Mesure du temps (1802).
El 17 de julio de 1804, Ferdinand Berthoud recibió de Napoleón Bonaparte el título de Caballero de la Legión de Honor como miembro del Instituto de Francia.
Ferdinand Berthoud falleció el 20 de junio de 1807, a la edad de 80 años, sin descendencia. Fue sepultado en Groslay, en el valle de Montmorency (departamento de Val d’Oise, en las cercanías de París), donde se erigió un monumento en su memoria.
La trayectoria de Ferdinand Berthoud fue extraordinaria, a imagen de la época histórica en la que vivió, del Siglo de las Luces al Imperio Napoleónico, pasando por la Revolución Francesa. Su genialidad fue reconocida por sus contemporáneos: no solo lo eligieron miembro del Institut National, sino que también gozó de los privilegios de la codiciada función de Relojero mecánico del Rey y de la Marina bajo el reinado de Luis XV y de Luis XVI, y durante el Imperio Napoleónico.

## Obra

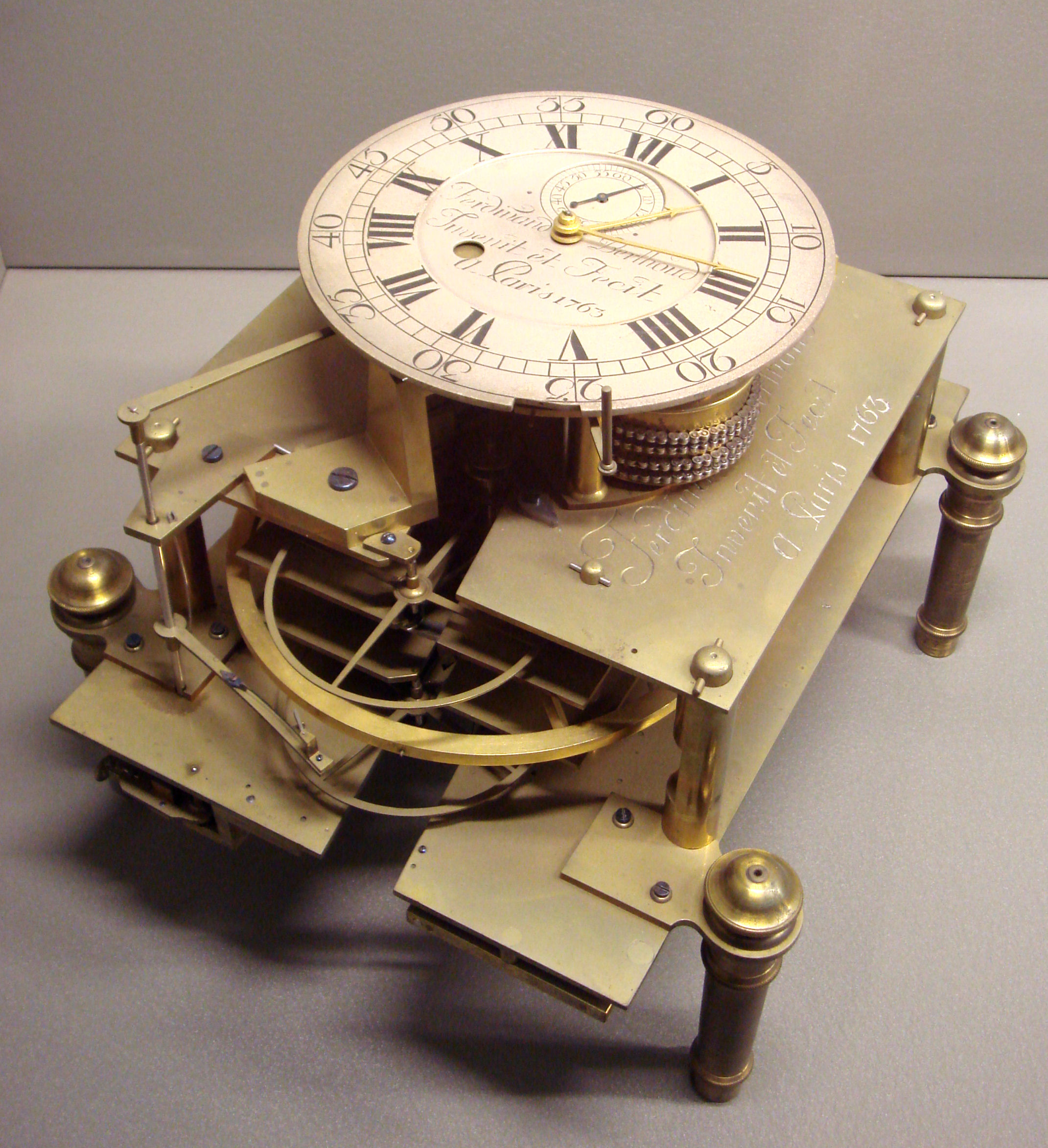
Reloj marino Ferdinand Berthoud No2 con motor de resorte y péndulo doble 1763

A los 25 años, en 1752, es decir siete años después de su llegada a París, Ferdinand Berthoud presentó ante la Academia Real de las Ciencias un péndulo de ecuación, demostrando con ello su extraordinario dominio del arte relojero. Los académicos Charles Étienne Camus (1699-1768), matemático y astrónomo, y Pierre Bouguer (1698-1758), matemático, físico e hidrógrafo de renombre, redactaron un informe elogioso sobre la calidad de su trabajo.
Ferdinand Berthoud depositó en la Academia Real de las Ciencias varios pliegos sellados. El 20 de noviembre de 1754 presentó el proyecto de una máquina para medir el tiempo en el mar, en un pliego sellado que nunca se dio a conocer. Se trata de su primer proyecto de reloj de marina. Hubo que esperar hasta 1976 para que el sobre fuera abierto por el presidente de la Academia de la época.
El 13 de diciembre de 1760, Ferdinand Berthoud presentó ante la Academia Real de las Ciencias una «Memoria sobre los principios de construcción de un reloj de marina», el célebre reloj n.º 1, cuya fabricación quedará terminada en 1761. Completa la memoria un suplemento presentado el 28 de febrero de 1761. El reloj se expuso en abril de 1763 en la Academia Real de las Ciencias.
En 1754, la Academia de Ciencias aprobó un reloj y un péndulo de ecuación de Ferdinand Berthoud.
Ferdinand Berthoud quería dedicarse a investigar y transmitir sus conocimientos mediante publicaciones. Esta doble vocación le ayudó a ingresar muy pronto en el ámbito científico de su época. Diderot (1713-1784) y D’Alembert (1717-1783) le encargaron varios artículos para L’Encyclopédie editada entre 1751 y 1772.
En 1759, publicó un tratado de divulgación que tuvo mucha aceptación: L’Art de conduire et de régler les pendules et les montres. A l’usage de ceux qui n’ont aucune connaissance d’horlogerie. En 1763, otro tratado cuyo objetivo también era divulgativo, L’Essai sur l’horlogerie ; dans lequel on traite de cet Art relativement à l’usage civil, à l’Astronomie et à la Navigation, un volumen considerable, tuvo asimismo gran éxito, a tal punto que fue traducido a varios idiomas y reeditado en varias oportunidades a lo largo de los siglos XVIII y XIX.
El año 1763 marcó un giro en la carrera de Berthoud, que en adelante estaría asociada a los avances de la navegación marítima. Una vez más, la Academia de Ciencias fue testigo y apoyo del relojero, que pidió que se abrieran dos pliegos registrados en 1760 y 1761, en los que se describía el reloj de marina n.º 1. El 29 de agosto siguiente, Ferdinand Berthoud presentó otro pliego relativo a la «construcción de un reloj de marina…».
Su actividad fue avanzando al ritmo de sus proyectos, que siempre presentaba y explicaba de manera pormenorizada. Así, el 7 de mayo de 1766, propuso la construcción de dos relojes de marina, el n.º 6 y el n.º 8, que se conservan en el Museo de Artes y Oficios de París. Una vez experimentados y aprobados ambos relojes, Ferdinand Berthoud recibió el «Título de relojero mecánico del Rey y de la Marina a cargo de la inspección de la construcción de los relojes marinos», el 1 de abril de 1770.
En 1773, Ferdinand Berthoud publicó el Traité des horloges marines contenant la théorie, la construction, la main-d’œuvre de ces machines et la manière de les éprouver, pour parvenir par leur moyen, à la rectification des cartes marines et à la détermination des longitudes en mer. Este tratado es una primicia, ya que por primera vez se exponen todos los detalles que permiten la fabricación de un reloj marino. Mediante este texto, Berthoud legitimó todos sus trabajos, sobre todo de cara a sus rivales directos en la búsqueda de la longitud marítima, como Harrison o Pierre Le Roy (1717-1785).
Dos años más tarde, en 1775, Ferdinand Berthoud publicó una nueva obra, que sería reeditada en 1785, intitulada Les longitudes par la mesure du temps ou méthode pour déterminer les longitudes en mer avec le secours des horloges marines, suivie du recueil des tables nécessaires au pilot pour réduire les observations relatives à la longitude et à la latitude.
En 1787, publicó De la Mesure du Temps ou supplément au traité des horloges marines et à l’Essai sur l’horlogerie, contenant les principes d’exécution, de construction et d’épreuves des petites horloges à longitudes et l’application des mêmes principes de construction aux montres de poche, ainsi que plusieurs construction d’horloges astronomiques, que se tradujo al alemán en 1798.
En 1792, Ferdinand Berthoud publicó el Traité des montres à Longitudes contenant la construction, la description & tous les détails de main-d’œuvre de ces Machines ; leurs dimensions, la manière de les éprouver, etc., en el que recomienda proceder a la compensación mediante el volante, ajustándolo con precisión por medio del espiral (página 172), para obtener un mejor isocronismo.
Cuatro años más tarde, en 1796, Berthoud publicó la Suite du Traité des montres à longitudes, contenant : 1° la construction des montres verticales portatives, 2° la description et les épreuves des petites horloges horizontales plus simples et plus portatives pour servir dans les plus longues traversées.
En 1802, Ferdinand Berthoud publicó una de sus obras más importantes, Histoire de la mesure du temps par les horloges, en la que demostró la amplitud de sus conocimientos sobre el arte de la mecánica relojera.
En 1807, el año de su fallecimiento, publicó su último trabajo bajo el título Supplément au Traité des montres à Longitudes avec appendice contenant la notice ou indication des principales recherches ou des travaux faits par Ferdinand Berthoud sur divers parties des machines qui mesurent le temps depuis 1752 à 1807. Esta obra se reeditará en 1816 y 1838.
Investigador tenaz e inventor preocupado por difundir ampliamente sus conocimientos, Ferdinand Berthoud fue un hábil fabricante de relojes y una figura audaz que no solo participó en el perfeccionamiento de la técnica relojera, sino también en la promoción del uso de los relojes de precisión en las ciencias de su época, contribuyendo de esta forma al progreso científico. Fue el único relojero en publicar la totalidad de los resultados de sus investigaciones de manera metódica y pormenorizada. Su espíritu científico, su alma de ingeniero y su capacidad de trabajo eran extraordinarios. Entre todos los relojeros de su época, Ferdinand Berthoud fue el que más experimentaciones realizó.
Ferdinand Berthoud dejó un legado de un alcance extraordinario, tanto en lo que respecta a los cronómetros de marina, los relojes y péndulos decorativos, las herramientas especializadas y los instrumentos de medición científica, como en el ámbito de la edición, ya que publicó docenas de memorias y libros especializados que totalizan más de 4000 páginas y 120 láminas grabadas.
Los títulos, los privilegios y los testimonios de reconocimiento que marcaron su trayectoria profesional, entre el reinado de Luis XV y el Imperio Napoleónico, y después de su muerte, los elogiosos estudios críticos que se han multiplicado hasta nuestros días son una prueba del lugar prominente que ocupa en la larga búsqueda de la exactitud.
Bibliografía
- L’Art de conduire et de régler les pendules et les montres. A l’usage de ceux qui n’ont aucune connaissance d’horlogerie, 1759;
- Essai sur l’horlogerie, dans lequel on traite de cet art relativement à l’usage civil, à l’astronomie et à la navigation, en établissant des principes confirmés par l’expérience, 1763 y 1786;
- Traité des horloges marines, contenant la théorie, la construction, la main-d’œuvre de ces machines, et la manière de les éprouver, pour parvenir, par leur moyen, à la rectification des Cartes Marines et à la détermination des Longitudes en Mer, 1773 (Leer en líneaarchivo);
- Eclaircissemens sur l’invention, la théorie, la construction, et les épreuves des nouvelles machines proposées en France, pour la détermination des longitudes en mer par la mesure du temps, 1773;
- Les longitudes par la mesure du temps, ou méthode pour déterminer les longitudes en mer, avec le secours des horloges marines. Suivie du Recueil des Tables nécessaires au Pilote pour réduire les Observations relatives à la Longitude & à la Latitude, 1775;
- De la mesure du temps, ou supplément au traité des horloges marines, et à l’essai sur l’horlogerie ; contenant les principes de construction, d’exécution & d’épreuves des petites Horloges à Longitude. Et l’apparition des mêmes principes de construction, &c. aux Montres de poche, ainsi que plusieurs constructions d’Horloges Astronomiques, &c., 1787 (Leer en línea archivo);

- Traité des montres à Longitudes contenant la construction, la description & tous les détails de main-d’œuvre de ces Machines ; leurs dimensions, la manière de les éprouver, etc. 1792;
- Suite du Traité des montres à longitudes, contenant : 1° la construction des montres verticales portatives, 2° la description et les épreuves des petites horloges horizontales plus simples et plus portatives pour servir dans les plus longues traversées, 1796;
- Histoire de la mesure du temps par les horloges, 1802;
- Supplément au Traité des montres à Longitudes avec appendice contenant la notice ou indication des principales recherches ou des travaux faits par Ferdinand Berthoud sur divers parties des machines qui mesurent le temps depuis 1752 à 1807, 1807.

Exposición:
El Musée international d'horlogerie de La Chaux-de-Fonds, en 1984, y más tarde el Musée national de la Marine, del 17 de enero al 17 de marzo de 1985, le dedicaron una exposición bajo el título Ferdinand Berthoud horloger du roi.
La obra de Ferdinand Berthoud forma parte de la exposición permanente de numerosos museos en distintos países del mundo, en particular en Francia (Museo de Artes y Oficios, CNAM), Suiza (Museo Internacional de Relojería, MIH) e Inglaterra (British Museum).